# Estació de Castellbisbal
Castellbisbal és una estació ferroviària propietat d'Adif situada a la població de Castellbisbal a la comarca del Vallès Occidental, a tocar del Baix Llobregat. El nucli urbà es troba allunyat de l'estació, a la qual es pot arribar amb autobús. L'estació es troba a la línia Barcelona-Martorell-Vilafranca-Tarragona per on hi fan parada trens de rodalia de la línia R4 i R8 de Rodalies de Catalunya operat per Renfe Operadora, servei que uneix el Bages, el Vallès Occidental i Barcelona amb Sant Vicenç de Calders via les comarques del Baix Llobregat, Alt Penedès i Baix Penedès.
Aquesta estació de la línia de Vilafranca va entrar en servei l'any 1856 quan es va obrir el tram entre Molins de Rei i l'estació provisional de Martorell, fins que la línia va creuar el Llobregat i es va obrir la definitiva el 1859. Disposa d'instal·laciones logístiques de mercaderies.

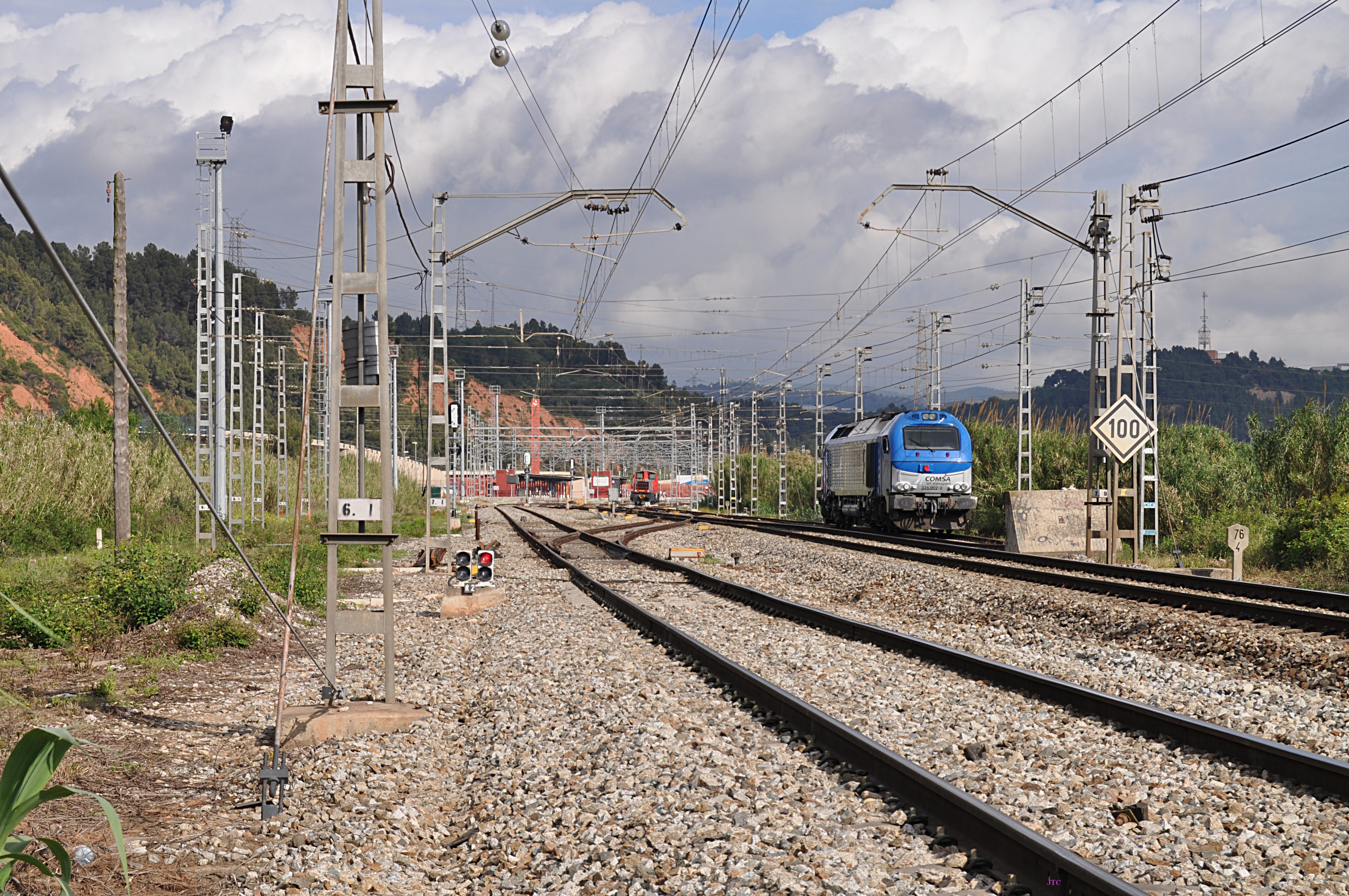
Entrada a l'estació des de Martorell.

A nivell tarifari de Renfe, l'estació està situada en la zona 3 per als trens de la R4 i 3a per als trens de la línia R8. Per als bitllets de l'ATM és la zona 2B, però si es realitza un trajecte entre dos dels municipis de l'àrea metropolitana de Barcelona compta com a zona 1.
Al sud-est de l'estació, en direcció Barcelona, se separen les dues línies, la R8 pren el ramal El Papiol-Mollet que circumval·la Barcelona sense entrar-hi i continua fins a l'estació de Granollers Centre
i la R4 continua per la línia de Vilafranca per entrar a Barcelona pel sud i sortir pel nord cap a Terrassa i Manresa.
L'any 2016 va registrar l'entrada de 424.000 passatgers.

## Història
L'estació s'inaugura el 1856 en el marc de la realització de la línia de ferrocarril entre Barcelona i Martorell. L'any anterior, el 1855, la línia havia arribat a Molins de Rei, i el 10 de novembre de 1856, es posava en funcionament el traçat de via única entre Molins i Martorell fins a la riba est del riu Llobregat.
La construcció de la línia de tren entre El Papiol i Mollet pel transport de mercaderies el 1982 i la duplicació de via entre Molins i Sant Vicenç el 1986, suposa la reordenació i ampliació de l'estació. La creació d'una branca ferroviària de mercaderies del Papiol al Port de Barcelona el 2007 reforça el seu paper de nus logístic ferroviari. El 2011 comencen a circular també trens de passatgers per la línia del Papiol a Mollet convertint l'estació també en un punt d'intercanvi per passatgers.

## Serveis ferroviaris
| Rodalia de Barcelona                                            |                   |       |                     |                        |
| Procedència/Destinació                                          | <                 | Línia | >                   | Procedència/Destinació |
| Sant Vicenç de Calders Vilafranca del Penedès Martorell Central | Martorell Central |       | El Papiol           | Terrassa Manresa       |
| Martorell Central                                               | Martorell Central |       | Rubí Can Vallhonrat | Granollers Centre      |
| Projectat                                                       |                   |       |                     |                        |
| Martorell Central                                               | Martorell Central | obres | Hospital General    | Granollers Centre      |